# 北方大地
北方 大地（きたかた だいち、1991年3月30日 - ）は、日本の男性総合格闘家。大阪府河内長野市出身。パンクラス大阪稲垣組所属。

## 来歴
中学2年生の時にPRIDE GRANDPRIX 2004 開幕戦での小川直也 vs.ステファン・レコ戦を見て影響を受け、翌日に野球部を辞め柔道部に入部。高校生1年生の時にプロ格闘家を目指し、パンクラス大阪へ入会した。
2010年3月22日、総合格闘技デビュー戦となったPANCRASE 2010 PASSION TOURにて小野勇也と対戦し、2Rにフロントチョークによる一本勝ちを収めた。
2014年10月19日、DEEP初出場となったDEEP CAGE IMPACT in OSAKA 2014にて佐藤寛太と対戦し、2Rにリアネイキッドチョークによる一本勝ちを収めた。
2016年12月18日、PANCRASE 283のストロー級キング・オブ・パンクラス タイトルマッチにて王者の砂辺光久と対戦し、2Rにチョークスリーパーによる一本負けを喫し王座獲得に失敗した。
2019年7月21日、PANCRASE 307のストロー級キング・オブ・パンクラス タイトルマッチにて王者の砂辺光久と再戦し、5RにグラウンドパンチによるTKO勝ちを収め王座獲得に成功した。
2019年10月13日、ONE Championship初出場となったONE Championship: Centuryにて猿田洋祐と対戦し、2RにグラウンドパンチによるKO負けを喫した。

### RIZIN・PANCRASE
2020年11月21日、RIZIN初出場となったRIZIN.25にて竿本樹生と対戦し、互角の接戦となるも0-3の判定負けを喫した。
2021年4月、国の指定難病である頸椎の後縦靱帯骨化症と診断される。その後、症状が回復してきたことからRIZN.29への出場を決める。
2021年6月27日、RIZIN.29でWSOF GCフライ級王者の中村優作と対戦予定だったが、試合当日に北方が約40度の高熱で体調不良となり、最後まで出場の意思を見せるもドクターストップとなり試合が急遽中止となった。
2021年12月12日、PANCRASE 325のストロー級キング・オブ・パンクラス タイトルマッチにて挑戦者の宮澤雄大と対戦し、3Rに左フックからのパウンドによるTKO勝ちを収め王座の初防衛に成功した。
2022年3月20日、RIZIN.34にて村元友太郎と対戦し、3-0の判定勝ちを収め、RIZIN初勝利となった。
2022年7月18日、PANCRASE 328のストロー級キング・オブ・パンクラス タイトルマッチにて挑戦者の山北渓人と対戦し、0-3の判定負けを喫し王座防衛に失敗した。
2023年4月1日、RIZIN.41にてDEEPフライ級王者の神龍誠と対戦し、1R終了間際に神龍の肘攻撃で額を切り裂かれたことで大量出血を起こし、続く2Rで肩固めにより一本負けを喫した。
2023年5月、右腕の負荷軽減のため、右手の骨を切り削る手術（復帰まで約半年の手術）を行った。近年は右手をTFCC損傷（三角線維軟骨複合体損傷）しており、右手でパンチをうまく打てなかったり手を付くことすら難しい状態となっていた。2024年夏に復帰戦を考えたが、より状態を整えるために時間をかけて11月に試合復帰となり、1年7ヶ月間ほど試合間隔が空いた。
2024年11月17日、復帰戦を行い、RIZIN LANDMARK 10でアリベク・ガジャマトフと対戦し、1Rに右フックでダウンを奪われるとパウンドの連打でTKO負けを喫した。

## 人物・エピソード
- 2021年4月、国の指定難病である頸椎の後縦靱帯骨化症と診断された[6]。
- 2023年、右手TFCC損傷（三角線維軟骨複合体損傷）の負担軽減のため、右腕の骨を削る手術を行った。過去の試合でも左手の骨折で手術をしたり、2度の網膜剥離を経験しても復帰している[13]。
- バツイチ

## 戦績

### 総合格闘技
| 総合格闘技 戦績 | 総合格闘技 戦績 | 総合格闘技 戦績 | 総合格闘技 戦績 | 総合格闘技 戦績 | 総合格闘技 戦績 | 総合格闘技 戦績 |
| --------------- | --------------- | --------------- | --------------- | --------------- | --------------- | --------------- |
| 37 試合         | (T)KO           | 一本            | 判定            | その他          | 引き分け        | 無効試合        |
| 20 勝           | 6               | 4               | 10              | 0               | 1               | 2               |
| 14 敗           | 3               | 2               | 9               | 0               | 1               | 2               |

| 勝敗 | 対戦相手               | 試合結果                         | 大会名                                                                            | 開催年月日     |
| ×    | 関原翔                 | 5分3R終了 判定0-3                | DEEP 126 IMPACT                                                                   | 2025年8月17日  |
| ×    | アリベク・ガジャマトフ | 1R 3:20 TKO（グラウンドパンチ）  | RIZIN LANDMARK 10                                                                 | 2024年11月17日 |
| ×    | 神龍誠                 | 2R 1:17 肩固め                   | RIZIN.41                                                                          | 2023年4月1日   |
| ×    | 山北渓人               | 5分5R終了 判定0-3                | PANCRASE 328 【ストロー級キング・オブ・パンクラス タイトルマッチ】                | 2022年7月18日  |
| ○    | 村元友太郎             | 5分3R終了 判定3-0                | RIZIN.34                                                                          | 2022年3月20日  |
| ○    | 宮澤雄大               | 3R 2:18 TKO（左フック→パウンド） | PANCRASE 325 【ストロー級キング・オブ・パンクラス タイトルマッチ】                | 2021年12月12日 |
| ×    | 竿本樹生               | 5分3R終了 判定0-3                | RIZIN.25                                                                          | 2020年11月21日 |
| ×    | 猿田洋祐               | 2R 0:59 KO（グラウンドパンチ）   | ONE Championship: Century                                                         | 2019年10月13日 |
| ○    | 砂辺光久               | 5R 0:38 TKO（グラウンドパンチ）  | PANCRASE 307 【ストロー級キング・オブ・パンクラス タイトルマッチ】                | 2019年7月21日  |
| ○    | 曹竜也                 | 5分3R終了 判定3-0                | PANCRASE 304 【ストロー級キング・オブ・パンクラス次期挑戦者決定戦】               | 2019年4月14日  |
| ○    | 井島裕彰               | 2R 0:46 チョークスリーパー       | PANCRASE 296                                                                      | 2018年5月20日  |
| ○    | ダニエル･パックマン    | 5分3R終了 判定3-0                | PANCRASE 290                                                                      | 2017年10月8日  |
| ○    | 八田亮                 | 2R 4:47 フロントチョーク         | PANCRASE 286                                                                      | 2017年4月23日  |
| ×    | 砂辺光久               | 2R 0:48 チョークスリーパー       | PANCRASE 283 【ストロー級キング・オブ・パンクラス タイトルマッチ】                | 2016年12月18日 |
| ○    | 早坂優瑠               | 3R 4:05 TKO（グラウンドパンチ）  | PANCRASE 大阪大会                                                                 | 2016年7月31日  |
| ○    | 室伏シンヤ             | 5分3R終了 判定3-0                | PANCRASE 276                                                                      | 2016年3月13日  |
| ○    | 石網テツオ             | 3分3R終了 判定3-0                | PANCRASE 大阪大会                                                                 | 2015年12月23日 |
| -    | リトル                 | 3R 1:26 無効試合（体重超過）     | PANCRASE 270                                                                      | 2015年10月4日  |
| -    | ハイミソン･ブルーノ    | 1R 0:49 無効試合（ローブロー）   | PANCRASE 268                                                                      | 2015年7月5日   |
| ○    | 佐藤タケシ             | 5分2R終了 判定3-0                | DEEP OSAKA IMPACT 2015                                                            | 2015年4月29日  |
| ×    | 阿部博之               | 5分3R終了 判定1-2                | PANCRASE 大阪大会                                                                 | 2014年12月21日 |
| ○    | 佐藤寛太               | 2R 2:34 リアネイキッドチョーク   | DEEP CAGE IMPACT in OSAKA 2014                                                    | 2014年10月19日 |
| ○    | 悠輝平                 | 3分3R終了 判定3-0                | PANCRASE 大阪大会                                                                 | 2014年7月20日  |
| ×    | 安永有希               | 3分3R終了 判定1-2                | PANCRASE 258                                                                      | 2014年5月11日  |
| △    | 曹竜也                 | 5分3R終了 判定0-0                | PANCRASE 253                                                                      | 2013年11月3日  |
| ×    | 古賀靖隆               | 1R 4:36 TKO（スタンドパンチ）    | PANCRASE 249                                                                      | 2013年7月14日  |
| ×    | 山本篤                 | 5分3R終了 判定0-3                | PANCRASE 246                                                                      | 2013年3月17日  |
| ○    | 小塚誠司               | 5分3R終了 判定2-0                | PANCRASE 2012 PROGRESS TOUR                                                       | 2012年11月25日 |
| ○    | 荻窪祐輔               | 2R 3:26 TKO（グラウンドパンチ）  | PANCRASE 2012 PROGRESS TOUR                                                       | 2012年8月5日   |
| ○    | 廣瀬勲                 | 5分2R終了 判定2-0                | PANCRASE 2012 PROGRESS TOUR                                                       | 2012年4月28日  |
| ×    | 西後祐樹               | 5分2R終了 判定0-2                | PANCRASE 2012 PROGRESS TOUR                                                       | 2012年3月3日   |
| ○    | 高松尚平               | 5分2R終了 判定2-0                | PANCRASE 2011 IMPRESSIVE TOUR                                                     | 2011年11月27日 |
| ×    | 安永有希               | 5分2R終了 判定0-2                | PANCRASE 2011 IMPRESSIVE TOUR 【第17回ネオブラット･トーナメント･フライ級 準決勝】 | 2011年6月5日   |
| ○    | 上嶋佑紀               | 2R 3:16 TKO（パンチ）            | PANCRASE 2011 IMPRESSIVE TOUR 【第17回ネオブラット･トーナメント･フライ級 一回戦】 | 2011年3月13日  |
| ○    | 青山忍                 | 1R 4:05 TKO（パンチ）            | PANCRASE 2010 PASSION TOUR                                                        | 2010年12月19日 |
| ×    | カツオ                 | 5分2R終了 判定0-3                | PANCRASE 2010 PASSION TOUR 【第16回ネオブラット･トーナメント･フライ級 準決勝】    | 2010年6月5日   |
| ○    | 小野勇也               | 1R 0:45 フロントチョーク         | PANCRASE 2010 PASSION TOUR 【第16回ネオブラット･トーナメント･フライ級 一回戦】    | 2010年3月22日  |

## 獲得タイトル
- 第2代ストロー級キング・オブ・パンクラス王座（2019年）

### 試合映像
1. ↑  『【試合映像】竿本樹生 vs. 北方大地 / Tatsuki Saomoto vs. Daichi Kitakata - RIZIN.25』RIZIN公式YouTubeチャンネル、2020年。
2. ↑  『【試合映像】北方大地 vs. 村元友太郎 / Daichi Kitakata vs. Yutaro Muramoto - RIZIN.34』RIZIN公式YouTubeチャンネル、2022年。
3. ↑  『【試合映像】神龍誠 vs. 北方大地 / Makoto Shinryu vs. Daichi Kitakata - RIZIN.41』RIZIN公式YouTubeチャンネル、2023年。

### 補足映像
1. ↑  『【番組】RIZIN CONFESSIONS #119（※試合映像＆神龍誠と北方大地による試合振り返りドキュメンタリー番組）』RIZIN公式YouTubeチャンネル、2023年。
2. ↑  『【番組】RIZIN CONFESSIONS #166（※番組内で試合映像＆アリベク・ガジャマトフと北方大地による試合振り返りドキュメンタリー番組）』RIZIN公式YouTubeチャンネル、2024年。